# Krzysztof Bojko (duchowny)
Krzysztof Jerzy Bojko (ur. 27 stycznia 1963 we Wrocławiu, zm. 10 listopada 2013 w Jeleniej Górze) – polski ksiądz katolicki, harcmistrz, działacz środowisk harcerskich i kresowych, autor prac o historii polskiego ruchu harcerskiego.

## Życiorys

### Młodość
W 1970 rozpoczął naukę w Szkole Podstawowej nr 45 we Wrocławiu, a po jej ukończeniu kontynuował naukę w II Liceum Ogólnokształcącym im. Piastów Śląskich we Wrocławiu, uczęszczając do klasy humanistycznej. W tym okresie wstąpił do harcerstwa, najpierw w 1973 działając w drużynie zuchowej, a rok później w drużynie harcerskiej, gdzie zdobywał kolejne sprawności i stopnie. Działalność harcerską rozpoczynał w 27. Wrocławskiej Drużynie Harcerskiej (WDH) im. Mariana Langiewicza, pełniąc w niej funkcję zastępowego. Od 1979, już jako instruktor harcerski, był jej drużynowym. W 1981 został drużynowym 72. WDH im. Andrzeja Romockiego. Dzięki jego działalności drużyna ta stała się zalążkiem przyszłego szczepu i hufca „Wigry”.
W listopadzie 1981 został członkiem Kręgu Instruktorów Harcerskich im. Andrzeja Małkowskiego postulującego odkomunizowanie ruchu harcerskiego i przywrócenie zasady tolerancji religijnej oraz powrót do metod wychowawczych wypracowanych przez skauting. Odrzucenie tych postulatów przez Związek Harcerstwa Polskiego sprawiło, iż Krąg stał się de facto niezależną organizacją, pozostając formalnie w strukturach Związku.

### Praca duszpasterska i społeczna
W 1982 wstąpił do Metropolitalnego Wyższego Seminarium Duchownego we Wrocławiu. Jako kleryk kontynuował działalność harcerską, angażując się w tworzenie kręgów starszoharcerskich. W tym celu rozpoczął 12 września 1984 organizowanie Harcerskiego Ruchu Liturgicznego. Bazując na programie działającej już w Lublinie organizacji harcerskiej „Zawisza”, dążył do stworzenia we Wrocławiu podobnej organizacji harcerskiej opartej na zasadach religii rzymskokatolickiej. Ponadto założył w seminarium Harcerski Krąg Klerycki oraz współorganizował Duszpasterstwo Harcerskie we Wrocławiu. W latach 1986–1988 zaangażował się w organizację Krajowego Porozumienia Kręgów Kleryckich przy krajowym Duszpasterstwie Harcerskim. Po otrzymaniu święceń kapłańskich 21 maja 1988 i rozpoczęciu pracy duszpasterskiej został przewodniczącym Porozumienia Kręgów Kleryckich. Poparł powstały w 1989 Związek Harcerstwa Rzeczypospolitej.
Pracę duszpasterską podjął w parafii pw. Aniołów Stróżów w Wałbrzychu, pozostając aktywnym działaczem harcerskim, najpierw jako komendant szczepu, a następnie komendant Związku Drużyn Męskich ZHR „Wadmal” w Wałbrzychu. Sprawował również funkcję Rejonowego Duszpasterza Harcerskiego. W 1992 został mianowany Diecezjalnym Duszpasterzem Harcerskim nowo powstałej Diecezji Legnickiej. W 1993 otrzymał nominację na Kapelana Zespołu Głównej Kwatery Harcerzy ZHR, został także członkiem Rady Krajowej Duszpasterstwa Młodzieży Harcerskiej. W czasie III Walnego Zjazdu ZHR, który odbywał się w dniach 26-28 lutego 1993 w Warszawie, został wybrany do Rady Naczelnej ZHR i powołany do Naczelnictwa w charakterze kierownika Wydziału Duszpasterskiego. Równocześnie został wybrany przewodniczącym Związkowej Rady Duszpasterskiej. Zjazd wybrał go na członka Komisji Statutowej, a także członka Komisji Instruktorskiej Dolnośląskiej Chorągwi Harcerzy.W latach 1993–1995 był Kapelanem Naczelnym ZHR. Uczestnicząc w IV Zjeździe ZHR, który odbywał się 25-26 lutego 1995 w Warszawie, zrezygnował z prac we Władzach Naczelnych ZHR na tle różnic światopoglądowych. W latach 2006–2007 komendant Dolnośląskiej Chorągwi Harcerzy ZHR.
W 1994 został przeniesiony do parafii św. Michała Archanioła w Polkowicach, a w 1995 do parafii św. Jana Chrzciciela w Zgorzelcu, gdzie zorganizował kolejną drużynę harcerską. W 1996 został skierowany do pracy duszpasterskiej w parafii Podwyższenia Krzyża Świętego w Legnicy, gdzie kierował Białą Służbą, jako jej komendant, oraz utworzył nowe drużyny harcerskie. W 1999 współtworzył Dolnośląski Hufiec Harcerzy „Zachód”. Jako Diecezjalny Duszpasterz Harcerski Diecezji Legnickiej i Komendant Dolnośląskiego Hufca „Zachód” otoczył opieką były obóz koncentracyjny „Gross Rosen” w Rogoźnicy – miejsce męczeńskiej śmierci pierwszego naczelnika Szarych Szeregów, Floriana Marciniaka.
Nowy etap działalności duszpasterskiej i publicznej nastąpił w 2002, kiedy to ks. Krzysztof Bojko został mianowany proboszczem parafii Przemienienia Pańskiego w Białej. Obok pracy ze środowiskiem harcerskim założył kolejne drużyny, rozwinął na szeroką skalę współpracę ze środowiskiem kresowian i sybiraków. Dążąc do popularyzacji kultury i historii Kresów II Rzeczypospolitej, zakładał organizacje kresowe, organizując dla nich coroczne spotkania, m.in. Wrześniowe Kresowiana. Był pomysłodawcą założenia Stowarzyszenia „Kresy – Przeszłość i Przyszłość”, objął również funkcje jego wiceprezesa. Kontakty ze środowiskiem harcerskim Litwy i Ukrainy sprawiły, że podjął się funkcji kapelana Towarzystwa Miłośników Lwowa i Kresów Południowo-Wschodnich, a także Towarzystwa Miłośników Wilna i Ziemi Wileńskiej. Ponadto, w celu archiwizacji dokumentów związanych z życiem kresowian, dążył do utworzenia Muzeum Dokumentacji Kresów Wschodnich, pragnąc, by jego siedziba znalazła się w Legnicy.

### Śmierć
Zmarł 10 listopada 2013 po ciężkiej chorobie. Został pochowany na Cmentarzu Świętej Rodziny we Wrocławiu.

## Praca naukowa
Na seminarium naukowym historii Kościoła, prowadzonym przez ks. prof. Kazimierza Dolę i adiunkta ks. dra Józefa Patera w Metropolitalnym Wyższym Seminarium Duchownym we Wrocławiu, napisał pracę magisterską pt.: „Udział duchowieństwa katolickiego w polskim ruchu harcerskim w latach 1911–1920”. W czasie pracy nad magisterium, używając pseudonimu „Jerzy Mikulicz”, opublikował w czasopiśmie Duszpasterstwa Harcerskiego „Czuwajmy” kilka artykułów o kapelanach harcerskich, m.in. o bpie Władysławie Bandurskim, Gerardzie Szmydzie, bł. Stefanie Frelichowskim czy Ignacym Skorupce. W 1997 obronił na Papieskim Wydziale Teologicznym we Wrocławiu pracę doktorską pt.: „Działalność duchowieństwa katolickiego w Związku Harcerstwa Polskiego w latach 1921–1939”. Jej recenzent, prof. Tomasz Strzembosz, uznał, że wypełniła lukę w historiografii harcerstwa polskiego ze względu na dotychczasowy „brak poważnych prac syntetycznych, ogarniających całość zjawiska oraz gruntownych analiz poszczególnych zagadnień”. W dalszej pracy naukowej zajął się uzupełnieniem obrazu harcerstwa polskiego o jego działalność na terenie Litwy w pierwszych latach II wojny światowej. Przeprowadzając kwerendę w archiwach litewskich, napisał dość obszerny artykuł Harcerstwo polskie na Litwie w latach 1939–1941.

### Działalność publicystyczna
Publicystyka ks. Krzysztofa Bojko dotykała kwestii programu pracy wychowawczej i religijnej, kreśliła program polskiego harcerstwa, w którym naczelną zasadą wychowania integralnego miał być rozwój religijny, moralny, intelektualny i fizyczny harcerzy, a wychowanie prospołeczne w harcerstwie miało prowadzić przez system małych wspólnot do wychowania prorodzinnego i patriotycznego. Charakterystyczną cechą metody wychowawczej w harcerstwie, zdaniem ks. hm. Krzysztofa Bojko,powinna być wzajemność, pośredniość, stopniowość, wszechstronność, pozytywność oraz otwarcie na świat, ludzi i przyrodę. Jako kapłan i kapelan ZHR-u wydał „Podręcznik duszpasterza harcerskiego”. Ponadto opublikował wspomnienia z wyjazdów do Lwowa i Drohobycza.

## Odznaczenia
Za swoją działalność społeczną na rzecz Kresów i krzewienia kultury kresowian ks. Krzysztof Bojko został odznaczony w 2009 przez Prezydenta RP – Lecha Kaczyńskiego, Złotym Krzyżem Zasługi. Ponadto Związek Harcerstwa Rzeczypospolitej przyznał mu resortowe odznaczenie Krzyż Honorowy ZHR „Semper Fidelis”, a Biskup Polowy Wojska Polskiego uhonorował go Medalem Błogosławionego ks. Jerzego Popiełuszki.